# Malattia di Hurler-Scheie
La malattia di Hurler-Scheie (detta anche Mucopolisaccaridosi I HS, oppure MPS I HS) è una malattia da accumulo lisosomiale (una forma di mucopolisaccaridosi), causata dal mancato metabolismo dell'individuo malato dell'iduronidasi, uno zucchero complesso. Il fatto che abbia il nome sia della malattia di Hurler, sia di quella di Scheie, non significa che gli individui con la Hurler-Scheie possiedano in contemporanea entrambe le malattie, ma che sono affetti da un'unica patologia a sé stante, il cui decorso clinico contiene elementi affini ad entrambe le malattie citate.

## Epidemiologia
Studi effettuati negli Stati Uniti indicano che la frequenza di questa patologia è di circa 1 malato ogni 115.000 persone nate vive.

## Clinica
Pur essendo a più lento esordio rispetto alla malattia di Hurler, la diagnosi di questa sindrome avviene generalmente quando l'individuo affetto ha tra i tre e gli otto anni. Nella maggior parte dei casi, i bambini malati presentano un certo grado di ritardo mentale, con annesse difficoltà nell'apprendimento. Sussistono inoltre epatosplenomegalia, nanismo di vario grado, mascelle dall'aspetto caratteristico (piccole e poco pronunciate), problemi di natura artrosica precoce alle articolazioni, compressione del midollo spinale (a causa di un innaturale restringimento della colonna vertebrale, problemi oculari (come opacimento della cornea), che possono portare a perdita parziale o totale della vista, sordità (che diviene totale con il tempo), gravi anomalie cardiache congenite, tipico volto "a luna piena", detto in gergo medico facies lunare. Pare esserci una spiccata tendenza dei malati a sviluppare ernie, in particolar modo quella ombelicale.

## Trattamento
Non esistendo alcuna terapia specifica, né per guarire dalla malattia, né per rallentare l'evoluzione di essa, si possono soltanto effettuare cure palliative dei disturbi che compaiono con il tempo; il più delle volte questi disturbi sono associati alle malformazioni scheletriche, e ciò può produrre severe difficoltà respiratorie, aggravate dalla posizione supina (quindi specialmente durante il sonno); creando, mediante appositi apparecchi, una costante pressione positiva a livello delle narici, i rischi di asfissia legati alle apnee notturne ed alla lassità dei muscoli nasali si riducono notevolmente.

## Prognosi
La prognosi è piuttosto severa, come del resto in quasi tutte le forme di mucopolisaccaridosi. La morte sopraggiunge di solito entro la tarda adolescenza, ed anche nei casi meno progressivi, vivere oltre i 20-25 anni è molto difficile.